# Puente de Jaraicejo
El puente de Jaraicejo, oficialmente puente del Cardenal o puente sobre el río Almonte, es un puente español sito en el límite de los términos municipales de Jaraicejo y Torrecillas de la Tiesa (provincia de Cáceres), cerca de la carretera Nacional V, por el lado sur de la población de Jaraicejo. Se encuentra situado en un lugar estratégico en el camino que comunica Madrid y Toledo con las capitales extremeñas a través de Trujillo.
En 2019 fue declarado Bien de Interés Cultural con categoría de Monumento.

## Descripción
Se trata de una magnífica obra armónica y de buen aparejo de la cual Ponz alabó diciendo que podría competir con las mejores del tiempo de los romanos; es testimonio destacado de la actividad medieval y renacentista, en cuanto a la ejecución de obras públicas de considerable monumentalidad y belleza plástica, así como la enorme repercusión como obra de carácter funcional de uso ciudadano.
El puente constructivamente se debe a dos periodos distintos: una primera obra tuvo lugar en el segundo tercio del siglo XV, bajo el Obispado de Don Juan de Carvajal, realizado por el maestro Pedro González. Del segundo momento corresponde el lado sur, siendo llevado a cabo en el reinado de Don Felipe IV, durante la primera mitad del siglo XVII. Ambas partes se diferencian perfectamente, aunque ejecutadas y ensambladas sin romper el equilibrio y estructura de la obra. 
Se compone de nueve ojos, realizados por regulares sillares graníticos ensamblados en una parte de la obra por pizarras y en otras por argamasa, la parte derecha del puente mirando de frente, corresponde al siglo XVII. 
La parte norte está formada por tres ojos, dos de ellos con luz de 11 metros, y el tercero que comunica con la rampa, de mayor tamaño, 12 metros. Este ojo se diferencia de los otros dos, no sólo en tener más luz, sino también por el arco que le forma. Mientras que los del lado izquierdo son de medio punto, éste lo tiene rebajado, es de menor altura, y la rosca de los arcos son distintas en unos y otros. 
En los que se mantienen sin cambios, está constituida por doble fila de sillares; los de la parte inferior verticales las dovelas, en la segunda hilera, transversales. Mientras que la del arco rebajado está formada por una sola hilera vertical. 
El tajamar en esta parte de la obra es semicilíndrica, y el contratajamar está formado por una especie de contrafuerte de poco grosor, y rematan a nivel de la calzada, en doble hilera de sillares escalonados. Un tercero el situado en medio de los comentados, se eleva sobre el pretil, formando un templete en la parte interior del puente; en él se abren dos vanos tapiados a modo de hornacinas, con arcos carpaneles decorados con tres bocelas escalonados góticos; en la enjuta de los arcos está grabada una cruz. En el lado derecho de las hornacinas se halla el escudo episcopal de los Carvajal, formando un rectángulo. 
La otra parte del puente está formada por seis ajos decrecientes en altura y con una luz aproximada de 8 metros 40 centímetros; los tajamares tienen forma triangular, con remates en forma de medias pirámides, que finalizan a la altura de la clave de los arcos, son de medio punto. Los contratajamares tienen forma rectangular, pero de mayor grosor que los del otro lado del puente y rematan en forma inclinada, tienen estos contrafuertes una longitud de 2 metros, 50 centímetros. 
La rampa de acceso es de grandes proporciones, formada por argamasa a base de cantos rodados, trozos de piedras y barro, sobre ella se han dispuesto paralepípedo a sillares graníticos, en armonía con el resto de la construcción. Desemboca en un templete, que resulta ser el principal elemento decorativo, formado por dos cuerpos, el bajo de proporciones rectangulares, dividido por tres pilastrillas; en la central existía una inscripción, de la que quedan algunos elementos, entre los que se lee: «A P ../ A I A (R ó P) / DOBA». A ambos lados se encuentra un escudo. 
El de la parte izquierda es el correspondiente a la ciudad de Trujillo. El campo del jefe está truncado formando dos arcos y rematando en punta; la curva inferior parte de los dos tercios de los flancos laterales y termina asimismo en punta. En el campo está representada la Virgen de la Victoria con el Niño en brazos sobre el castillo. El otro escudo va sobre un moldura plegada, el campo está acuartelado en cruz y en él se recogen emblemas heráldicos de varias familias trujillanas: Vargas, Ulloa, Orellana, etc. 
El segundo cuerpo del templete contiene escudo imperial de Felipe IV, sobre él, y rematando el conjunto está el frontón con la inscripción: «REYNAN/DO LA CATOLICA MAGESTAD DE PHEL ¿II GRAN REY DE LAS ESPAÑA AÑO 163». El pretil del puente es recto y está formado por tres hileras horizontales de sillares graníticos, no representando diferenciación en una y otra parte de los dos periodos constructivos.